# Mussaenda lanata
Mussaenda lanata är en måreväxtart som beskrevs av Charles Budd Robinson. Mussaenda lanata ingår i släktet Mussaenda och familjen måreväxter. Inga underarter finns listade i Catalogue of Life.